# Pilea tatamensis
Pilea tatamensis är en nässelväxtart som beskrevs av Ellsworth Paine Killip. Pilea tatamensis ingår i släktet pileor, och familjen nässelväxter. Inga underarter finns listade i Catalogue of Life.